# Kjell Kristiansen
Kjell Julin Kristiansen (ur. 19 marca 1925 w Asker, zm. 19 września 1999) – norweski piłkarz występujący na pozycji napastnika.

## Kariera klubowa
Kristiansen przez całą karierę występował w klubie Asker SK, z czego w latach 1951–1959 w pierwszej lidze norweskiej. W 1951 roku wraz z zespołem dotarł do finału Pucharu Norwegii.

## Kariera reprezentacyjna
W reprezentacji Norwegii Kristiansen zadebiutował 31 sierpnia 1952 w wygranym 7:2 meczu Mistrzostw Nordyckich z Finlandią, w którym strzelił też 3 gole. W tym samym roku znalazł się w kadrze na Letnie Igrzyska Olimpijskie, zakończone przez Norwegię na pierwszej rundzie. W latach 1952–1959 w drużynie narodowej rozegrał 26 spotkań i zdobył 10 bramek.